# Pseudophilautus variabilis
Pseudophilautus variabilis é uma espécie de anfíbio da família Rhacophoridae. Foi endêmica do Sri Lanka.